# Ballenahalli, Belur
Ballenahalli là một làng thuộc tehsil Belur, huyện Hassan, bang Karnataka, Ấn Độ.